# ماديسون (لاعب كرة قدم)
ماديسون هو لاعب كرة قدم برازيلي في مركز الوسط، ولد في 8 يوليو 1998 في Caldas Novas ‏ في البرازيل. لعب مع نادي غوياس.